# Herb Dzierżoniowa
Herb Dzierżoniowa – jeden z symboli miasta Dzierżoniów w postaci herbu.

## Wygląd i symbolika
Herb przedstawia na błękitnej tarczy wizerunek świętego Jerzego (patrona miasta Dzierżoniowa) zabijającego włócznią smoka, na tle czerwonego blankowanego muru z cegły, sięgającego do połowy wysokości postaci. Święty Jerzy o srebrnych włosach, ze złotym nimbem, ubrany jest w srebrną zbroję. Złotą włócznią godzi w otwartą paszczę smoka. Leżący smok jest koloru zielonego, ze złotymi pazurami, nadepnięty nogą Świętego Jerzego.